# 石川成之
石川 成之（いしかわ なりゆき / しげゆき）は、伊勢亀山藩の第11代（最後）の藩主。伊勢亀山藩石川家16代。

## 生涯
安政2年（1855年）6月24日、第8代藩主・石川総紀の六男として生まれる。慶応元年（1865年）に兄で第10代藩主の総脩が早世したため、その養子となって家督を継いだ。
慶応4年（1868年）の戊辰戦争では、譜代大名のために家臣団が尊王派と佐幕派に分裂して対立し、はじめ旧幕府側に与したが、やがて官軍に恭順した。しかし新政府によって旧幕府に協力した罪を問われ、桑名藩や鳥羽藩への出兵、東征に参加することを余儀なくされている。
明治2年（1869年）の版籍奉還で亀山藩知事となる。明治4年（1871年）の廃藩置県で知藩事職を免職された。明治5年（1872年）に家督を養子の成徳に譲って隠居する。明治11年（1878年）6月21日、父に先立って死去した。享年24。

## 系譜
父母
- 石川総紀（実父）
- 石川総脩（養父）

養子
- 石川成徳 ー 石川鶴翁の四男